# Noisecreep
Noisecreep es un sitio web de noticias y medios de música de hard rock y heavy metal con sede en los Estados Unidos. El sitio fue creado por AOL Music en marzo de 2009.
Noisecreep fue el cuarto sitio web de música de género específico propiedad de AOL después del sitio web de música rock Spinner, el sitio web música country TheBoot y el sitio web de música hip hop TheBoomBox. Noisecreep también forma parte de la división editorial MediaGlow de AOL, que se creó en enero de 2009.
El sitio publica noticias musicales y entrevistas presentadas en formato similar a un blog, con énfasis en bandas de hard rock y heavy metal menos conocidas. Según Mike Rich, jefe del departamento de entretenimiento de AOL, «en este momento, con el heavy metal y el hard rock, a menos que seas AC/DC o Metallica, no se toca mucho. Estas bandas realmente no han tenido una gran plataforma para decir 'oye, aquí estamos, aquí está nuestra música'». Noisecreep también produce un pódcast de vídeo denominado «Creep Show» que incluye entrevistas con varias bandas de metal.
El 26 de abril de 2013, Noisecreep fue una de varias propiedades de noticias musicales en línea cerradas por AOL Music. El 2 de junio de 2013, AOL vendió Noisecreep, The Boot y The Boombox a Townsquare Media.